# Серика

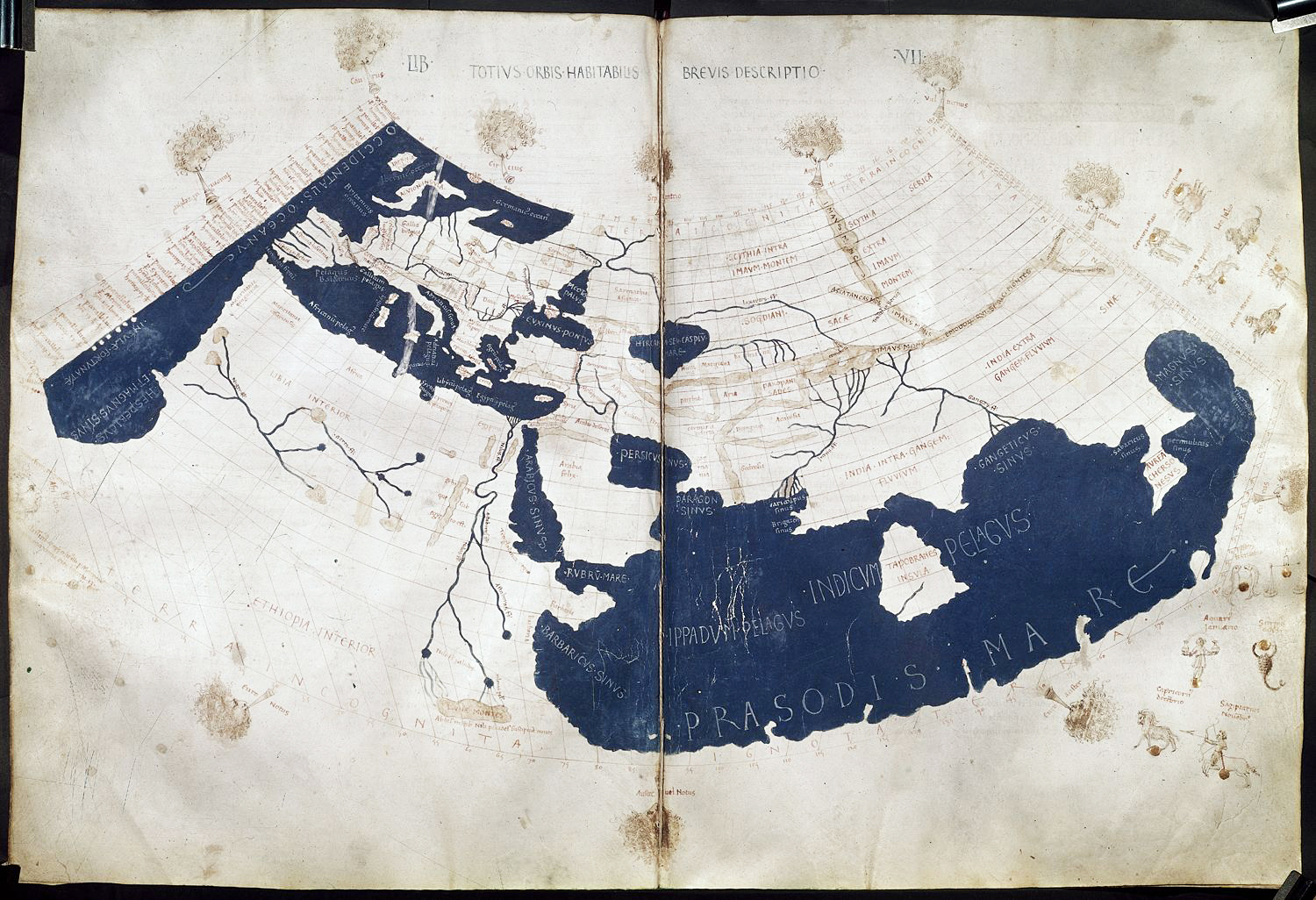
На карте Птолемея Серика находится на крайнем северо-востоке

Серика, также Серес (от греч. Σῆρες — собственно, «страна шёлка», от древнекит. 絲 /sjəɡ/ — «шёлк») — название в античных источниках части Северного Китая в эпоху династий Чжоу, Цинь и Хань, в которую можно было попасть наземным Великим шёлковым путём в противоположность топониму «Сине, Хине» (возможно, от санскр. «чина» (चीन) /ˈt͡ɕiː.n̪ɐ/, под которым китайцы фигурируют в древнеиндийском эпосе «Махабхарата»), куда направлялись морским путём. Подобное топонимическое различие сохранилось и в Средневековье между катай (север) и манги, хина (юг). Серику населял народ сересов (др.-греч. Σῆρες), это название также употреблялось для всего региона. Доступ к Серике был облегчён после завоевания династией Хань Таримского бассейна (сейчас Синьцзян-Уйгурский автономный район). После завоевания Парфянского царства Сасанидами попасть в Серику стало очень сложно.
Самое раннее упоминание о народе сересов, по всей видимости, относится к IV веку до н. э. и принадлежит греческому историку Кте́сию Кни́дскому. Некоторые[какие?] учёные предполагают, что сересы были не китайским этносом и торговали с иранскими народами, такими как юэчжи, саки и тохары.